# Pierre-Paul Grassé
Pierre-Paul Grassé (Dordonha, 1895 — Paris, 1985)  foi um biólogo francês, autor de mais de 300 publicações, entre as quais se destaca um importante tratado de zoologia. Pierre-Paul Grassé propôs o conceito de estigmergia para explicar como formigas e outros insetos sociais realizavam tarefas sem necessidade de planeamento nem de gestão centralizada.
Em 1968, recebeu o título de doutor honoris causa da Universidade de São Paulo.